# 一木美里
一木 美里（いちき みさと、1989年12月6日 - ）は、日本の実業家。元女性DJ、ファッションモデル、タレント、アーティスト、作詞家、ファッション/ビューティPRディレクター、コンテンツクリエイター、ライター。株式会社CiEl代表、過去ドリーミュージックアーティストマネジメント所属していた。東京都出身。

## 経歴
東京都生まれ。日本女子大学附属豊明小学校、日本女子大学附属中学校・高等学校、日本女子大学文学部日本文学科を卒業。
小学校から音楽が好きで浜崎あゆみやTRFのコンサートに行っていた。中学校からエイベックス・アーティストアカデミーの特待生としてレッスンを受け、歌手を目指す。
2007年（平成19年）高校時代に日本で行われたアメリカンフットボールW杯のオフィシャルサポーター“ダンス&ヴォーカルグループ「Ma-Kiss」（マーキス）のメンバーに選ばれ、MISATOして活動。本格的に芸能活動を開始する。
「JJ」や「CanCam」の読者モデルとしてデビュー。大学時代は、モデル、DJ、バックダンサーとして活動。
2012年（平成24年）3月に秋元康×SamanthaThavasa×JJのおしゃPグランプリとなり、サマンサクリスマスディズニーコレクションCMにも出演。同ブランドモデル、デザイナーを約10年つとめる。
大学卒業後なかなか歌手デビューが決まらず単身ニューヨークへボイストレーニングへ。その後ドリーミュージックよりデビューを果たす。
2014年（平成26年）SHAiMとして数曲をリリース。全曲で作詞を務める（2015年まで）。
2015年（平成27年）『さよならのあとに/sea breeze』でソロデビュー。TGC Campus等に出演。
2016年（平成28年）EDM NEXT In The House　mixed by DJ MISATOをリリース。全国各地でリリースイベントを行う。
2021年（令和3年）3月、株式会社CiElを設立、代表就任。プロモーション、マネージメント、キャスティング、デジタルマーケティング、コンテンツクリエーションを行う。
現在はファッションプロデュースやサマンサタバサグループのモデル兼PRとして様々な活動を続けている。また、プライベートユニットで小林真由、水野佐彩と共にGAを組んでいる。
東京を拠点に、SEOUL、NYと行き来しながらビューティークリエイター/ブランドディレクター/エディターとしても活動。国連認証の教育イベント「The Children’s Conference of the Future in Support of the United Nations」運営にも参加している。
TOKYO HEADLINEでNYや韓国からファッション/ビューティトレンドコラムを連載するほか、様々なイベントでDJとしても活動。
海外ファッションブランドやビューティブランドのPRディレクターもつとめる。

## 資格
- 乗馬（ウエスタン5級ライセンス）[13]
- ヨガ（インストラクターライセンス）[13]
- ポーセラーツ（インストラクターライセンス）[13]

## 人物
- 小学校から大学まで女子校育ち[2]。
- 小中高と同級生に木村好珠（精神科医、産業医、スポーツメンタルアドバイザー、健康スポーツ医、「準ミス日本」受賞、日テレジェニックメンバー）がいる。
- 大学では趣味の近代文学について学びたいと日本文学科を専攻。村上春樹作品に関する研究をした[15]。
- 子供時代から常に犬と暮らす。現在ベル、らら2匹のトイプードルを飼っている[16]。
- 趣味は「ファッション」「映画・海外ドラマ鑑賞」「SNS更新」「料理」「海外旅行（航空会社や観光局などからもインフルエンサーとして招待実績、短期留学経験有）」「フラワーアレンジメント」「読書」[13]
- 特技は「歌」「ダンス」「DJ」「ヨガ」「デザイン（サマンサブランドでもコラボ商品複数販売）」「作詞作文」「ポーセラーツ」「乗馬」[13]

## DJとして
DJの時は本名である「DJ MISATO」、「DJ MILLY」で活動をしており、ドリーミュージックより、『EDM NEXT In The House　mixed by DJ MISATO』を発売した。
TOKYO GIRLS COLLECTION イベントや、YouTube Space TOKYO、CRAFT SAKE WEEKにレギュラー出演。2022年は「MIRROR MIRROR」を配信リリースした。

## 作品

### シングル
- 『さよならのあとに／seabreeze』（一木美里名義）[17]

### アルバム
- 『EDM NEXT In TheHouse mixed by DJ MISATO』（DJMISATO名義）／全25曲[18]

### 作詞
- 一木美里
  - 『さよならのあとに』
  - 『seabreeze』
  - 『Waterfall』
  - 『OURSONG』
  - 『Iknowme』
- SHAiM
  - 『Sirius』
  - 『One summer day』
- CODE-V
  - 『FOR US』

## 出演

### CM・モデル
- 『NETくじ広告』イメージモデル
- 『4meee！「胸キュン動画」シリーズ』
- 『花王Essential』
- 『キャノンWEB』 CM
- 『HowTwo！』メイクモデル
- 『IKEA WEB』CM
- 『DKセレクトWEB』CM
- 『フォトビーWEB』CM
- 『宝島社steady.』モデル
- 『WWDBEAUTY ランコム』
- 『サマンサタバサ “サマンサクリスマスディズニーコレクション～ユニベアシティ”』CM
- 『サマンサタバサグループ』各種カタログ・広告・店頭POP・ポスター等
- 『テスコム コードレスヘアアイロン』広告・店頭POP等
- 『DHCビューティキャンパス』
- 『ハーゲンダッツ 親善大使』
- 『docomo GALAXSY ㈼』雑誌小冊子・店頭リーフレット
- 『MINISTOP クリスマスチキン』広告・店頭ポスター

### テレビ
ドラマ
- 『HIGH&LOW season2 episodeX』（日本テレビ）
- 『兄に愛されすぎて困ってます』（日本テレビ）- 末松奈緒 役

バラエティー
- 『ぷりてぃう～まん』（テレビ朝日）- レギュラー
- 『IJP』（TOKYO MX） - レギュラー
- 『東京読モ』（TOKYO MX）
- 『輝け!未来の星』（YOUTV）- リポーターレギュラー
- 『BSフジLIVE プライムニュース』（BSフジ）- 女子大生コメンテーター
- 『モテ女のオニ推し』（BS12）
- 『ヒルナンデス!』（日本テレビ）
- 『ドラえもん知識王決定戦』（テレビ朝日）
- 『キスマイBUSAIKU!?』（フジテレビ）

### 映画
- 『HiGH&LOW THEMOVIE2 END OF SKY』(松竹 配給、2017年8月19日公開)

### 舞台
- 『HANAPOKKON』（キンケロシアター、2012年）- レン役

### WEB
- 『ヨコハマタイヤ』 - ドラマ出演、新人OL役

### ミュージックビデオ
- TRIPLANE『夏が終われば』
- 小柳ゆき『WE CAN GO ANYWHERE』
- 大塚愛『a+nation OPENING MOVIE』
- ローラ『Call Me Maybe』

### 雑誌
- 『TOKYO HEADLINE WEB』（ヘッドライン、2016～2018年） - コラム「一木美里のおいしくたべようの会」「FRONTLINE REPORT」連載≪全50回≫[13][14]
- 『4yuuu!』（4MEEE、2017年） - 恋愛コラム「東京で恋をすること」連載≪全23回≫
- 『JJ』（光文社、2008年〜 ）
- 『CLASSY.』（光文社、2015〜 ）
- 『andGIRL』（主婦の友社、2015年〜 ）
- 『CanCam』（小学館、2009年〜2014年）
- 『DanceStyle』（ダンス・スタイル編集部、2008年） - MISS DANCE STYLEコンテスト3位受賞

### ライブ
- 『TGC CAMPUS X’MAS EDITION』オープニングアクト

### ファッションショー
- 『神戸コレクション2011A/W東京公演』ショーモデル
- 『SamanthaThavasaレディーストーナメントSpecialLive」オープニングアクト
- 『a+nation×渋谷109FASHION SHOW』ショーモデル・トークショー

### MC
- YouTube Spaceイベント
- CROCSイベント（日本語／英語）
- UNIVERSAL MUSIC ダンスイベント

### DJ
- YouTube SPACETOKYO イベント
- CRAFTSAKEWEEK
- TOKYOGIRLSCOLLECTION各種イベント
- CLUB CAMELOT LADYゲスト

他多数

### ダンサー
- 『ディスコ天国』（WOWOW、2008年） - GOGOダンサー
- 『僕らの音楽』（フジテレビ、2008年）- TUBE×伊藤由奈バックダンサー
- 『NHK紅白歌合戦』（NHK総合、2008年、2009年）- GIRL NEXT DOORバックダンサー
- 『ミュージックステーション』（テレビ朝日、2009年）- 滝沢秀明バックダンサー
- 『笑っていいとも!』（フジテレビ、2009年） - ものまねバックダンサー